# Chelonibia patula
Chelonibia patula är en kräftdjursart som först beskrevs av Camillo Ranzani 1818.  Chelonibia patula ingår i släktet Chelonibia och familjen Chelonibiidae. Inga underarter finns listade i Catalogue of Life.